# Centre franco-égyptien d'étude des temples de Karnak
Le Centre franco-égyptien d'étude des temples de Karnak ou CFEETK est une équipe franço-égyptienne de recherche en archéologie basée à Louxor (Égypte).
Fondé en 1967 par les ministres de la culture égyptien et français Sarwat Okacha et André Malraux, le centre franco-égyptien d'étude des temples de Karnak a la charge des travaux de recherche et de restauration dans l’enceinte du temple d'Amon-Rê à Karnak. Il est placé sous la tutelle de Conseil suprême des Antiquités égyptiennes (CSA), du Centre national de la recherche scientifique (CNRS) et du Ministère de l'Europe et des Affaires étrangères. Cette structure est l'héritière de la Direction des travaux de Karnak créée en 1895 par le Service des Antiquités de l'Égypte.
Les travaux réalisés à Karnak concernent l'épigraphie, l'architecture, l’archéologie, la conservation-restauration, l’anastylose de monuments et la mise en valeur du site. 
En plus de ses propres programmes, le CFEETK joue un important rôle de plate-forme d’accueil et de soutien à de nombreux projets internationaux. Le CFEETK est également dépositaire de très nombreux documents d'archives concernant les temples de Karnak et la région de Louxor,,.

## Liste des travaux en cours (fouilles et études)
- Histoire et développements du temple d'Amon-Rê jusqu'au Nouvel Empire :
  - Relevé et étude des colonnes de la salle hypostyle
  - Relevé et étude de la face est du IIIe pylône
  - La zone centrale du temple d’Amon-Rê
  - Relevé et étude des salles sokariennes de l’Akh-menou
  - Les monuments d’Amenhotep Ier

- Le secteur nord de l'enceinte d'Amon-Rê
  - Le temple de Ptah et les structures méridionales adjacentes
  - Le trésor de Chabaka

- Les cultes osiriens à Karnak au premier millénaire avant notre ère
  - Programme de documentation des chapelles osiriennes de Karnak
  - Le temple d’Opet

- Karnak à l'époque gréco-romaine
  - Porte du IIe pylône
  - Analyse historique de la construction des temples de Karnak sous les Ptolémées et les Romains
  - Étude des ostraca démotiques de Karnak

- Fouilles sur le parvis du temple d'Amon et à Louxor
  - Les bains ptolémaïques
  - Le dromos de sphinx

- Étude documentaire, architecturale, iconographique et épigraphique sur les constructions en talatate

- Études sur la statuaire de Karnak
  - Diverses études sur la statuaire
  - Étude des colosses d’Akhenaton (Amenhotep IV)

- Géologie et hydrologie antiques
  - Étude de l’évolution du paysage et de l’hydrologie antique à Karnak
  - Reconstitution paléoenvironnementale autour d’anciens ports fluviaux en Haute-Égypte : Karnak, Tôd, Médamoud, Coptos et Dendérah